# Frappes aériennes de Jarqli
Les frappes aériennes de Jarqli sont survenues le 16 août 2022 lorsque l'armée de l'air turque a pris pour cible une base militaire de l'armée syrienne près de la ville de Kobané, tuant au moins 16 personnes. Les frappes aériennes auraient été lancées en réponse au meurtre d'un soldat de l'armée turque dans la ville de Karkamış par les Forces démocratiques syriennes plus tôt dans la journée.